# قره‌گل‌تپه‌سی
قره گل تپه سی مربوط به عصر برنز - عصر آهن است و در شهرستان ماهنشان، بخش انگوران، دهستان انگوران، ۱۰۰ متری شرق روستای خضرشاه، چسبیده به جاده خاکی واقع شده و این اثر در تاریخ ۲۷ بهمن ۱۳۸۷ با شمارهٔ ثبت ۲۴۶۰۳ به‌عنوان یکی از آثار ملی ایران به ثبت رسیده است.